# Chálid al-Misslam
Chálid al-Misslam (1979 – 10. prosince 2022) byl katarský fotograf a fotoreportér pro katarský kanál Al Kass TV, který zemřel během mistrovství světa ve fotbale v roce 2022 v Kataru. Pracoval pro Al-Anabi Racing Team a spoluzaložil společnost pro audiovizuální obsah Red Dot Films. V době své smrti byl součástí kreativního oddělení televizního kanálu Al Kass.
Zprávu o úmrtí přinesla média Gulf Times, aniž by uvedla příčiny. Jiná média poukázala na to, že smrt byla „náhlá“, aniž by uvedla další podrobnosti o příčinách. O několik dní později AIPS Media oznámila, že novinář zemřel na zástavu srdce, když nepracoval.